# Lewistal
Lewistalet (Le)  anger förhållandet mellan den värme som leds bort genom termisk diffusivitet och den som leds bort genom molekylär diffusion. Den uttrycks matematiskt som 
{\displaystyle Le={\frac {k}{\rho c_{p}{\mathcal {D}}}}},
där k står för den termiska diffusiviteten, {\displaystyle \rho } står för densiteten, {\displaystyle c_{p}} för specifika värmen (för konstant tryck) och {\displaystyle {\mathcal {D}}} för den molekylära diffusionen